# Пуруша
Пуруша (др.-инд. पुरुष, IAST: puruṣa, «человек, мужчина, дух») — согласно индуистской мифологии, существо, из тела которого была создана Вселенная.
В Ригведе жертвоприношению Пуруши посвящён отдельный гимн — Пуруша-сукта. Пуруша — Наслаждающийся — четырнадцатое из 1000 имён Вишну.
В индийской философии термин «пуруша» означает «божественный дух», макрокосм. В философии санкхьи пуруша — множественное неподвижное мужское (духовное) космическое начало, «чистое сознание», созерцающее динамичное женское начало — пракрити (материя). Пуруши являются вечными, их основные свойства — отсутствие свойств (ниргуна). Однако Пуруша, созерцающий пракрити, склонен ошибочно идентифицировать себя с ней и с гунами.
В первоначальном учении присутствовал тезис о множественности пуруш (пуруша-бахутвам), тогда как в позднейших трактатах провозглашался уже принцип единого пуруши, наделяемого качествами, близкими к атрибутам атмана Упанишад.
Согласно Ишваракришне (автору ранней, классической санкхьи), соединение Пуруши и Пракрити происходит для того, чтобы Пуруша увидел Пракрити, подобно тому, как объединяются хромой со слепым. Вместе с тем соединение Пуруши и Пракрити не означает вмешательство первого в материальные процессы, в которых реализуется заложенная в природе способность к саморазвитию. Пуруша лишь пассивный зритель действий Пракрити, его основное качество — аудасинья (нейтральность, равнодушие).
Авторы трактатов поздней санкхьи отошли от атеистических положений и писали, что Бог (Пуруша) является главным принципом миротворения. Подобно магниту, вызывающему движения железа, он изнутри направляет все процессы, совершаемые Пракрити (трактовка Виджнянабхикшу).
В Аюрведе под Пурушей подразумевается комплекс психических особенностей индивидуума, которые привязаны «веревками» гун к Пракрити. Цель врача-аюрведа, таким образом: освобождение Пуруши от влияния гун и отделение его от гун и Пракрити.

## Аналогичные понятия в других учениях
- Инь и ян — важнейшие понятия Древнекитайской философии Ян — белое, мужское, внешнее, небесное, доброе; Инь — чёрное, женское, внутреннее, земное, злое.
- Анима и анимус — термины, введённые в психологию Юнгом для обозначения женского и мужского элемента в психике.
- Ор и кли (свет и сосуд) в каббале — две стороны одного действия, корень которого — взаимодействие Творца и творения.
- Аполлоническое и дионисийское начала в культуре.